# 韓國第22步兵師
第22步兵師（韓語：제22보병사단）是韓國陸軍的師級步兵單位，別名「栗谷部隊」（율곡부대），駐紮在韓國最東北端的江原道高城郡，同時負責防禦三八線以南的陸上警戒線和日本海的沿岸警戒線。

## 重大事件
- 1984年6月26日，隸屬於22師56團第4營的趙姓一等兵，趁夜朝著入睡的同袍開槍掃射，造成12死11傷，為韓國史上傷亡最慘重的軍中槍械事件之一，趙某在事後向北投奔朝鮮[2]。
- 1988年9月16日「手榴彈投擲案」（수류탄 투척）：22師的李姓二等兵將兩顆手榴彈拋入營房，導致2死10傷[3]。
- 2009年10月，22師發生士兵切斷鐵欄叛逃北方的事件。該師師長、團長、營長、連長和排長等五名指揮官遭到革職[4]。
- 2012年10月2日「敲門歸順事件」：朝鮮人民軍士兵穿越邊界，進入韓國22師駐地要求歸順。2位將軍和2名校官因為邊防不周而接受懲處[2]。
- 2014年6月21日「高城郡槍擊案」：隸屬22師55團第3營的林姓兵長因不堪同袍排擠，在哨所及營區開槍後攜械逃離，造成5死7傷，韓國軍方派出大量兵力追捕。林某最後於23日自殺未成，因而落網[5][6]。